# استان گرانما
استان گرانما (به اسپانیایی: Provincia de Granma) یکی از استان‌های کوبا است که در بخش جنوب غربی این کشور واقع شده است.

## خصوصیات
استان گرانما ۸٬۳۷۶٫۷۹ کیلومترمربع مساحت و ۸۳۵٬۶۷۵ نفر جمعیت دارد.